# Robeilys Peinado
Robeilys Mariley Peinado Méndez (Caracas, 26 novembre 1997) è un'astista venezuelana.

## Palmarès
| Anno | Manifestazione          | Sede         | Evento           | Risultato | Prestazione | Note                                     |
| ---- | ----------------------- | ------------ | ---------------- | --------- | ----------- | ---------------------------------------- |
| 2013 | Mondiali under 18       | Donec'k      | Salto con l'asta | Oro       | 4,25 m      |                                          |
| 2014 | Giochi sudamericani     | Santiago     | Salto con l'asta | Argento   | 4,20 m      |                                          |
| 2014 | Mondiali juniores       | Eugene       | Salto con l'asta | nm (q)    | nm (q)      |                                          |
| 2014 | Olimpiadi giovanili     | Nanchino     | Salto con l'asta | Argento   | 4,10 m      |                                          |
| 2014 | Giochi CAC              | Xalapa       | Salto con l'asta | Bronzo    | 4,00 m      | Miglior prestazione personale            |
| 2015 | Campionati sudamericani | Lima         | Salto con l'asta | Oro       | 4,35 m      |                                          |
| 2015 | Giochi panamericani     | Toronto      | Salto con l'asta | 6ª        | 4,40 m      |                                          |
| 2015 | Mondiali                | Pechino      | Salto con l'asta | 23ª (q)   | 4,30 m      |                                          |
| 2016 | Mondiali under 20       | Bydgoszcz    | Salto con l'asta | Argento   | 4,40 m      |                                          |
| 2017 | Campionati sudamericani | Asunción     | Salto con l'asta | Oro       | 4,50 m      |                                          |
| 2017 | Mondiali                | Londra       | Salto con l'asta | Bronzo    | 4,65 m      | Record nazionale                         |
| 2018 | Giochi sudamericani     | Cochabamba   | Salto con l'asta | Oro       | 4,70 m      | Record dei Giochi · Record nazionale     |
| 2018 | Giochi CAC              | Barranquilla | Salto con l'asta | Argento   | 4,50 m      |                                          |
| 2019 | Campionati sudamericani | Lima         | Salto con l'asta | Oro       | 4,56 m      |                                          |
| 2019 | Giochi panamericani     | Lima         | Salto con l'asta | 5ª        | 4,55 m      |                                          |
| 2019 | Mondiali                | Doha         | Salto con l'asta | 7ª        | 4,70 m      | Record nazionale                         |
| 2021 | Giochi olimpici         | Tokyo        | Salto con l'asta | 8ª        | 4,50 m      |                                          |
| 2022 | Giochi sudamericani     | Asunción     | Salto con l'asta | Oro       | 4,20 m      |                                          |
| 2023 | Giochi CAC              | San Salvador | Salto con l'asta | Oro       | 4,60 m      |                                          |
| 2023 | Mondiali                | Budapest     | Salto con l'asta | 8         | 4,65 m      | =                                        |
| 2023 | Campionati sudamericani | San Paolo    | Salto con l'asta | Argento   | 4,50 m      |                                          |
| 2023 | Giochi panamericani     | Santiago     | Salto con l'asta | Argento   | 4,55 m      |                                          |
| 2024 | Giochi olimpici         | Parigi       | Salto con l'asta | 10ª       | 4,60 m      | Miglior prestazione personale stagionale |